# Jagdgeschwader 142 »Horst Wessel«
Jagdgeschwader 142 »Horst Wessel« (dobesedno slovensko: Lovski polk 142 »Horst Wessel«; kratica JG 142) je bil lovski letalski polk (Geschwader) v sestavi nemške Luftwaffe.

## Organizacija
- štab
- I. skupina
- II. skupina
- III. skupina

## Vodstvo polka
Poveljniki polka (Geschwaderkommodore)
- Oberst Kurt-Bertram von Döring: 1. november 1938